# 指骨
指骨（英語：phalanges of fingers）共14块，均为长骨。拇指仅有两节指骨；第二至五指各有三节指骨。各指的指骨由近侧至远侧依次叫近节指骨、中节指骨、远节指骨。其中拇指无中节指骨。每节指骨的近侧端叫做指骨底。近节指骨与中节指骨的远侧端呈滑轮状，叫做指骨滑车。远节指骨远侧端的掌面膨大粗糙，叫做远节指骨粗隆。

## 其他圖像

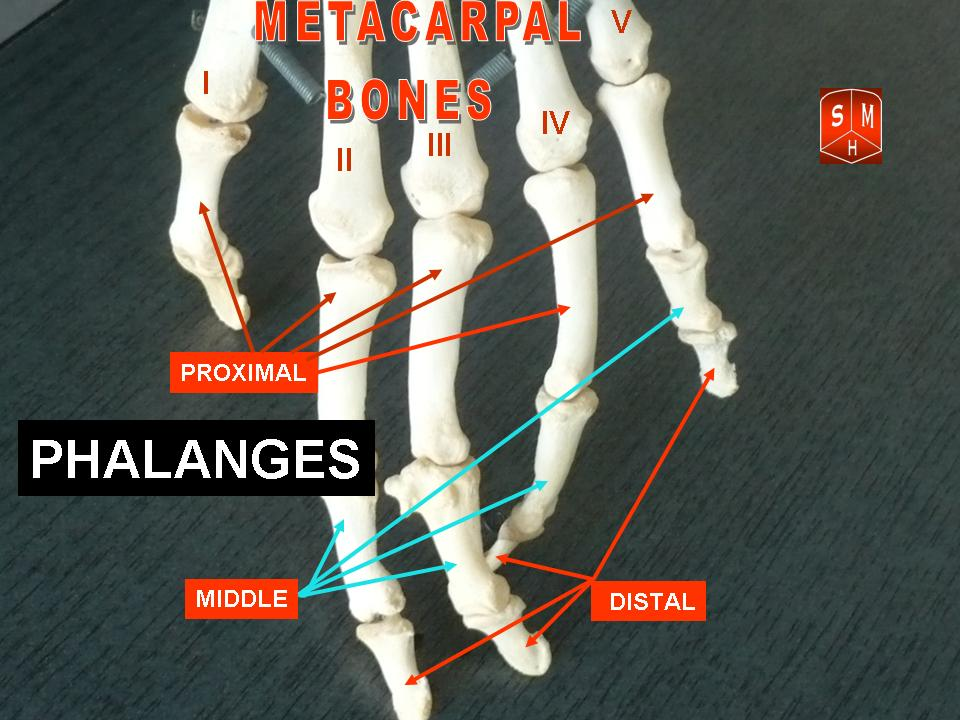
指骨
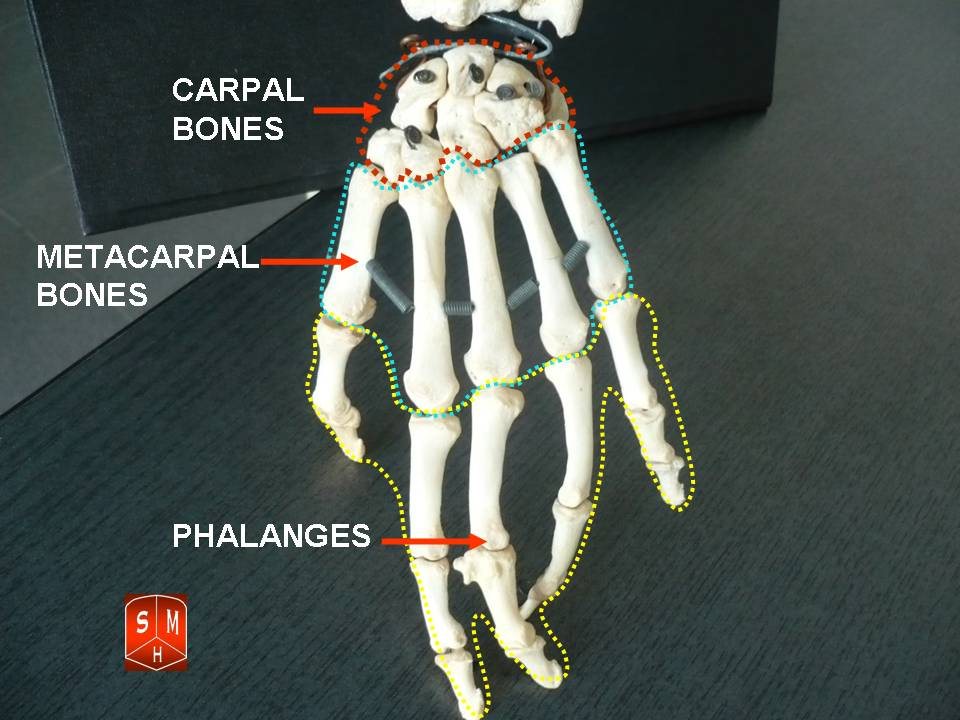
指骨